# Amorische Dynastie
Als Amorische Dynastie wird die vom byzantinischen Kaiser Michael II. begründete Dynastie bezeichnet (820–867). Der Dynastie gehörten neben Michael II. Kaiser Theophilos, die Regentin Theodora II. und Kaiser Michael III. an.
Der Name der Dynastie geht auf die Heimat Michaels II. zurück, der aus der Stadt Amorion in Kleinasien stammte. Michael II. musste sich zunächst in einem blutigen Bürgerkrieg gegen Thomas durchsetzen, der im Osten des Reiches als Gegenkaiser die Macht usurpiert hatte und von den erstarkten Paulikianergemeinden unterstützt wurde. Nach dem Sieg über Thomas wurde das Reich in der Zeit der amorischen Kaiser im Osten vom Kalifat bedrängt; arabische Truppen eroberten und zerstörten 838 sogar Amorion. An der bulgarischen Grenze herrschte hingegen weitgehend Ruhe. Innenpolitisch standen Michael II. und Theophilos während der zweiten Phase des Bilderstreits auf der Seite der Bildergegner. Der Bilderstreit wurde jedoch in der Regierungszeit Michaels III. beigelegt, nachdem seine Mutter, Theodora II., während ihrer Regentschaft die religiöse Bilderverehrung wieder eingeführt und gewaltsam durchgesetzt hatte.
Der in der neueren Forschung weniger gebrauchte alternative Name Phrygische Dynastie geht auf Phrygien zurück, die Herkunftsregion Michaels II.